# Lutka sa naslovne strane
Lutka s naslovne strane, prva singl ploča srpskog rock sastava Riblja čorba. Objavljena je 7. prosinca 1978. u izdanju diskografske kuće PGP RTB. Na B strani nalazi se pjesma "On i njegov BMW".

## Popis pjesama
Tekstovi: Bora Đorđević, glazba: Bora Đorđević.
| 1. | »Lutka sa naslovne strane« | 3:06 |

| 1. | »On i njegov BMW« | 2:46 |

## Izvođači
| - Bora Đorđević - vokal - Rajko Kojić - gitara - Miša Aleksić - bas-gitara - Vicko Milatović - bubnjevi | - Stjepko Gut - glasovir (gost) |